# Kenta Chida
Kenta Chida (千田健太, Chida Kenta), né le 22 août 1985 à Kesennuma, est un escrimeur japonais spécialiste du fleuret.

## Carrière
Il est médaillé d'argent en fleuret par équipes aux Jeux olympiques de Londres en 2012 avec Yuki Ota, Suguru Awaji et Ryo Miyake. Il s'agit de la première médaille olympique par équipe de l'histoire de l'escrime japonais.